# Ofir Akunis

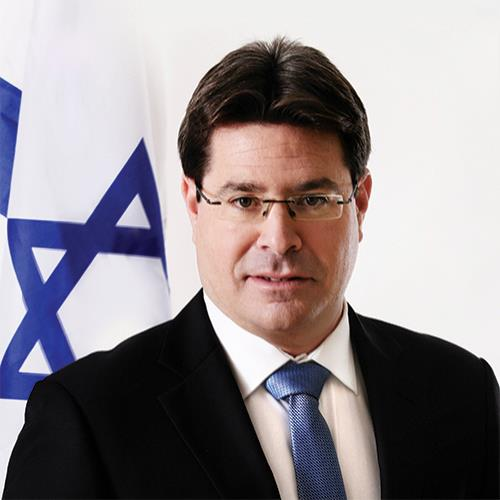
Ofir Akunis (2012)

Ofir Akunis (hebräisch אופיר אקוניס‎, * 28. Mai 1973 in Tel Aviv) ist ein israelischer Politiker des Likud.

## Leben

### Herkunft
Akunis wurde in Tel Aviv in eine revisionistisch-zionistisch geprägte Familie geboren. Seine Mutter ist polnisch-jüdischer Abstammung und wanderte 1957 nach Israel aus. Sein Vater wurde als Sohn thessalonischer Juden in Tel Aviv geboren. 

### Frühe Jahre
Von 1987 bis 1991 besuchte Akunis das Hebräische Herzlia-Gymnasium. Nach seiner Militärzeit arbeitete er für das Radioprogramm Youth Club und weitere Programme beim Radiosender Reshet Gimmel. Er besitzt einen Bachelorabschluss in Politikwissenschaften und Internationale Beziehungen. Seit 1992 ist er Mitglied des Likud.

### Politische Karriere
2009 nahm Akunis an den Vorwahlen des Likud für die Parlamentswahlen teil und wurde auf den 26. Platz gesetzt. Der Likud erreichte 27 Sitze, wodurch Akunis Abgeordneter in der Knesset wurde. 2013 leitete er das staatliche Programm Computer for Every Child. Von Mai bis August 2015 war er Minister ohne Geschäftsbereich. Durch die Ernennung Danny Danons zum Botschafter Israels bei den Vereinten Nationen rückte Akunis im August 2015 in dessen Ministerposten nach und war bis 17. Mai 2020 Minister für Wissenschaft, Technologie und Raumfahrt. Am 29. Dezember 2022 wurde Akunis erneut zum Minister für Wissenschaft, Technologie und Raumfahrt im Kabinett Netanjahu VI ernannt.

### Familie
Akunis ist mit Adi Akunis verheiratet, mit der er zwei Kinder, Yonatan und Ronnie, hat. Die Familie lebt in Tel Aviv. Akunis jüngerer Bruder, Omri Akunis, ist ebenfalls politisch für den Likud aktiv und engagiert sich gegen BDS.

## Politische Ansichten
Akunis hat sich mehrfach gegen die Implementierung der Zweistaatenlösung ausgesprochen und betont, dass ein palästinensischer Staat zu einer Terrorherrschaft von ISIS und der Hamas führen würde. Er besucht regelmäßig Siedlungen im Westjordanland und weist auf deren strategisch wichtige Lage für die Sicherheit Israels hin. Im Februar 2016 erklärte er, bezogen auf die internationale Kritik aufgrund des Siedlungsbaus: „Kein Volk gibt sein eigenes Land auf!“

## Preise und Auszeichnungen (Auswahl)
- 2003: Menachem-Begin-Auszeichnung für „Morals and Realism in Israeli Politics“